# Tecaspis rhizobium
Tecaspis rhizobium är en insektsart som beskrevs av Abraham Munting 1965. Tecaspis rhizobium ingår i släktet Tecaspis och familjen pansarsköldlöss. Inga underarter finns listade i Catalogue of Life.